# Нарада-пурана
«Нарада-пурана» (санскр. नारद पुराण, nārada purāṇa IAST) або «Нарадея-пурана» - священний текст індуїзму одна з вісімнадцяти основних Пуран. У ній в основному описуються різні святі місця паломництва. По формі є розмовою між Нарадою і одним з чотирьох Кумарів - Санат Кумаром. У ході діалогу, Нарада розповідає Санат Кумару про розташування і значення основних місць паломництва. 
У «Нарада-пурані» міститься ряд відомих історій, які також викладаються в інших Пуранах. Одна з найважливіших з них - це історія ріші Маркандеї, який народився як син мудреця Мріканду і при народженні отримав благословення від Вішну. Він став великим вірним Вішну і склав пурану, яка була названа його ім'ям - «Маркандея-пурана». Вішну був дуже задоволений своїм послідовником, і дав Маркандеї особливе благословення, згідно з яким, Маркандея міг жити вічно і навіть пережити пралаю, - кінець космічного циклу, коли відбувається чергове знищення всесвіту. 
Треба зауважити, що на «Лінга-пурані» викладається інший варіант цієї історії, в якій Маркандея описується вже як шанувальник Шиви який досягає безсмертя за його благословення. 